# Leichtathletik-Weltmeisterschaften 2015/Teilnehmer (Aserbaidschan)
| Gelbes Symbol für Goldmedaillen mit stilisierten Olympischen Ringen | Graues Symbol für Silbermedaillen mit stilisierten Olympischen Ringen | Braundes Symbol für Bronzemedaillen mit stilisierten Olympischen Ringen |
| ------------------------------------------------------------------- | --------------------------------------------------------------------- | ----------------------------------------------------------------------- |
| —                                                                   | —                                                                     | —                                                                       |

Der Leichtathletikverband Aserbaidschans nominierte zwei Athleten für die Leichtathletik-Weltmeisterschaften 2015 in der chinesischen Hauptstadt Peking.

## Ergebnisse

### Männer

#### Laufdisziplinen
| Athlet          | Disziplin | Vorlauf      | Vorlauf | Halbfinale | Halbfinale | Finale             | Finale             |
| Athlet          | Disziplin | Zeit         | Platz   | Zeit       | Platz      | Zeit               | Platz              |
| --------------- | --------- | ------------ | ------- | ---------- | ---------- | ------------------ | ------------------ |
| Hayle İbrahimov | 5000 m    | 13:28,77 min | 14      |            |            | nicht qualifiziert | nicht qualifiziert |

#### Sprung/Wurf
| Athletin     | Disziplin  | Qualifikation | Qualifikation | Finale             | Finale             |
| Athletin     | Disziplin  | Weite/Höhe    | Platz         | Weite/Höhe         | Platz              |
| ------------ | ---------- | ------------- | ------------- | ------------------ | ------------------ |
| Hanna Skydan | Hammerwurf | 66,91 m       | 23            | nicht qualifiziert | nicht qualifiziert |